# Engels curlingteam (gemengddubbel)
Het Engelse curlingteam vertegenwoordigt Engeland in internationale curlingwedstrijden.

## Geschiedenis
Engeland debuteerde op het wereldkampioenschap curling voor gemengddubbele landenteams van 2008 in het Finse Vierumäki. De Engelsen haalden de play-offs niet. Het beste resultaat op wereldkampioenschappen was een achtste plaats in 2016.
Aangezien Engeland op de Olympische Spelen deel uitmaakt van het Britse curlingteam, kan het niet afzonderlijk deelnemen aan de Winterspelen.

## Engeland op het wereldkampioenschap
| Jaar | Plaats        | Team                          | WG            | W             | V             | PV            | PT            |
| ---- | ------------- | ----------------------------- | ------------- | ------------- | ------------- | ------------- | ------------- |
| 2008 | 23            | Steve Amann & Jane Clark      | 7             | 1             | 6             | 21            | 56            |
| 2009 | 19            | John Sharp & Jane Clark       | 8             | 2             | 6             | 42            | 63            |
| 2010 | 13            | John Sharp & Jane Clark       | 5             | 1             | 4             | 25            | 39            |
| 2011 | 20            | John Sharp & Jane Clark       | 7             | 1             | 6             | 40            | 49            |
| 2012 | 22            | John Sharp & Lorna Rettig     | 8             | 2             | 6             | 46            | 57            |
| 2013 | 25            | Ben Fowler & Anna Fowler      | 8             | 0             | 8             | 36            | 64            |
| 2014 | 33            | Bryan Zachary & Angharad Ward | 8             | 1             | 7             | 43            | 74            |
| 2015 | 15            | Alan MacDougall & Lana Watson | 9             | 5             | 4             | 56            | 62            |
| 2016 | 8             | Ben Fowler & Anna Fowler      | 10            | 6             | 4             | 75            | 52            |
| 2017 | 17            | Ben Fowler & Anna Fowler      | 7             | 4             | 3             | 56            | 38            |
| 2018 | 19            | Tom Jaeggi & Anna Fowler      | 7             | 3             | 4             | 45            | 59            |
| 2019 | 9             | Ben Fowler & Anna Fowler      | 8             | 6             | 2             | 66            | 36            |
| 2021 | 14            | Ben Fowler & Anna Fowler      | 9             | 3             | 6             | 49            | 72            |
| 2022 | 15            | Ben Fowler & Anna Fowler      | 10            | 4             | 6             | 56            | 58            |
| 2023 | 20            | Michael Opel & Lina Opel      | 9             | 0             | 9             | 26            | 82            |
| 2024 | Geen deelname | Geen deelname                 | Geen deelname | Geen deelname | Geen deelname | Geen deelname | Geen deelname |
| 2025 | Geen deelname | Geen deelname                 | Geen deelname | Geen deelname | Geen deelname | Geen deelname | Geen deelname |

Australië · België · Brazilië · Bulgarije · Canada · China · Chinees Taipei · Denemarken · Duitsland · Engeland · Estland · Filipijnen · Finland · Frankrijk · Griekenland · Groot-Brittannië · Guyana · Hongarije · Hongkong · Ierland · India · Israël · Italië · Jamaica · Japan · Kazachstan · Kirgizië · Koeweit · Kosovo · Kroatië · Letland · Litouwen · Luxemburg · Mexico · Mongolië · Nederland · Nieuw-Zeeland · Nigeria · Noorwegen · Oekraïne · Oostenrijk · Polen · Portugal · Puerto Rico · Qatar · Roemenië · Rusland · Saoedi-Arabië · Schotland · Servië · Slovenië · Slowakije · Spanje · Thailand · Tsjechië · Turkije · Verenigde Staten · Wales · Wit-Rusland · Zuid-Korea · Zweden · Zwitserland